# Antoine Ghanem
Antoine Ghanem (arabiska أنطوان غانم), född 10 augusti 1943 i Tohwita, Beirut, död 19 september 2007 i Sin al-Fil, Beirut, var en libanesisk kristen antisyrisk politiker. Ghanem var medlem av Kataeb och företrädde detta i libanesiska parlamentet.
Den 19 september 2007 dödades Ghanem av en bilbomb; ytterligare sex personer omkom, däribland Ghanems livvakt och chaufför, och 67 skadades.